# Aerobiz Supersonic
Aerobiz Supersonic, Air Management II: Kōkū Ō wo Mezase (エアーマネジメントII 航空王をめざせ?) in Giappone, è un simulatore d'affaristica sviluppato dalla Koei e distribuito sul Super Nintendo e sul Mega Drive/Genesis nell'agosto 1994, seguito del precedente Aerobiz.

## Meccanica di gioco
Come nel precedente titolo, si interpreta il CEO di un'impresa aeronautica e col tempo e denaro a disposizione bisogna rafforzare il proprio impero finanziario. Costruita la base e le prime rotte, si possono configurare tantissimi fattori con cui meglio bilanciare l'andamento finanziario della propria base. Il gioco aumenta a quattro le epoche giocabili e molti eventi accaduti nella realtà interferiscono con l'andamento delle peartite
Le epoche giocabili sono le seguenti:
- 1955 -1975 la costruzione dei primi jet
- 1970 -1985 (un periodo instabile a causa della crisi dell'olio e della Guerra Fredda
- 1985-2005 una pace prospera ed un'economia sempre crescente
- 2000-2020

Le linee aeree devono riuscire a soddisfare tutti i requisiti entro vent'anni, altrimenti la partita finirà in perdita assoluta, lo stesso vale se tutte le linee aeree finiscono in bancarotta.

### Eventi storici
Sono inclusi molti eventi storici.
- Giochi olimpici estivi (Nota: nel 1976 i giochi si tennero a Montreal, sebbene nel gioco si tengano a Toronto perché  Montreal non compare nel gioco)
- Fine del colonialismo
- Secessione di Singapore dalla Malaysia
- Salita al potere di Fidel Castro (1959)
- Crisi di Suez
- Guerra del Vietnam
- Guerra Indo-Pakistana del 1971
- Guerra dello Yom Kippur
- Crisi energetica del 1973
- Guerra Iran-Iraq
- Operazione Desert Storm
- Perestrojka
- Caduta del Muro di Berlino e riunificazione tedesca
- Caduta dell'Unione Sovietica
- Ritorno di Hong Kong alla Repubblica popolare cinese
- Crescita dell'Unione europea

### Eventi ipotetici
La simulazione include eventi ipotetici:
- L'Ucraina entra nell'Unione europea nel luglio 1998.
- La Bielorussia entra nell'Unione europea nel gennaio 1999.
- La Svizzera entra nell'Unione europea nel luglio 2003.
- La Russia entra nell'Unione europea nell'ottobre 2005.
- Guerra civile in luoghi e momenti casuali
- Veloce obsolescenza del trasporto aereo commerciale supersonico  (2007–2016)
- Crisi petrolifera mondiale alla fine degli anni 2010
- Richiesta degli stati alle compagnie aeree di denaro per trovare alternative ai combustibili fossili
- Eruzione vulcanica in Nuova Zelanda
- Allagamenti in Thailandia e Vancouver, Canada (in relazione al cambio climatico globale).

## Maggiori contendenti nel gioco

### Blocco orientale
Il Blocco Orientale sono in tensione con L'Europa, il Nord America ed il Common Wealth inglese, ma hanno eccellenti relazioni con l'Africa, il Medio Oriente, l'America Centrale, l'America del Sud e qualche Paese asiatico. Inizialmente gli aerei a disposizione delle compagnie di questo blocco sono a basso costo e molto inefficienti, ma con l'avanzare delle tecnologie potranno rivaleggiare con i contendenti occidentali ed arricchirsi con tratte maggiori.
La Russia entrerà a far parte dell'Unione Europea nel 2005 e i modelli Ilyushin e Tupolev saranno economicissimi e assai efficienti, riducendo al massimo i costi e guadagnando ingenti somme di danaro.

### Blocco Occidentale

#### Europa occidentale
L'Europa è neutrale e può procurarsi aerei economici dalle proprie industrie specializzate oppure acquistarne di migliori e leggermente più dispendiosi dalle fonderie americane. Dopo la perestroika, in base alla relazione tra USA ed Europa, i vantaggi e svantaggi possono variare.

#### Nord America
L'America è nella stessa situazione dell'Europa, eccetto che i propri aerei sono più efficienti e più economici da produrre in casa, inoltre il turismo negli anni novanta è elevatissimo è comporta guadagni facili.

### Repubblica popolare cinese ed altri Paesi
La Repubblica Popolare Cinese inizia svantaggiata, siccome molte delle sue relazioni sono sulla soglia della inimicizia, e il primo obiettivo per questo conglomerato di stati è edulcorare le nazioni circostanti per migliorare il mercato interno.

## Città

### A-M
- Addis Abeba
- →  Algeri
- Atlanta
- →  Atene
- Auckland
- (not used in game) →  →  Baghdad
- →  Barcellona
- Pechino
- →  →  Berlino
- →  Berna
- Bombay (diventata Mumbai, India in real life by the 21st century)
- →  Bruxelles
- Buenos Aires
- Il Cairo
- Calcutta
- Cebu
- Chicago
- Dallas
- Delhi
- Fukuoka
- L'Avana
- →  Hong Kong
- Honolulu
- Houston
- Islamabad
- →  Kingston
- Karachi
- →  →  Kiev (divenne Kiev, Ucraina dopo il 1991)
- →  Lagos
- Lima
- →  Londra
- Los Angeles
- Manchester
- Manila
- Città del Messico
- Miami
- →  →  Minsk
- →  →  →  Mosca (divenne Mosca, Russia dopo il 1991)

### N-Z
- →  Nairobi
- →  Nadi
- New York
- →  Oslo
- Osaka, Giappone
- Papeete
- →  Parigi
- Filadelfia
- Phoenix
- Rio de Janeiro
- →  Roma
- → →  Singapore
- Santiago del Cile
- San Paolo
- Sapporo
- Seul
- Shanghai
- →  Stoccolma
- Sydney
- Taipei
- →  Tashkent
- Teheran
- Tokyo
- (not used in game) →  Toronto
- Tripoli
- →  Tunisi
- (not used in game) →  Vancouver
- →  Varsavia
- Washington

## Aeroplani

### Aérospatiale-BAC
- Aérospatiale-BAC Concorde

### Airbus
- Airbus A300
- Airbus A300-600
- Airbus A310
- Airbus A320
- Airbus A340

### Boeing
- Boeing 707–120 and 320
- Boeing 727–100 and 200
- Boeing 737-200 and 300
- Boeing 747-200, 300, and 400
- Boeing 757
- Boeing 767
- Boeing 777

### Douglas/McDonnell Douglas
- Douglas DC-6
- Douglas DC-8 serie 30, serie 50 and serie 60
- McDonnell Douglas DC-9-30
- McDonnell Douglas DC-10
- McDonnell Douglas MD-11
- McDonnell Douglas MD-80
- McDonnell Douglas MD-12

### Lockheed
- Lockheed L-1049 "Super Constellation"
- Lockheed L-1011

### Ilyushin
- Ilyushin Il-14
- Ilyushin Il-62
- Ilyushin Il-62M
- Ilyushin Il-62MK
- Ilyushin Il-86
- Ilyushin Il-96-300

### Sud Aviation
- Sud Aviation Caravelle

### Tupolev
- Tupolev Tu-104
- Tupolev Tu-124
- Tupolev Tu-134
- Tupolev Tu-154
- Tupolev Tu-154B
- Tupolev Tu-204

### Vickers
- Vickers Viscount

### Fittizi
Alcuni aeroplani sono fittizi durante il periodo 2000–2020 e nella vita reale la McDonnell Douglas e Boeing si sono fuse nel 1997.
- McDonnell Douglas MD-100
- Boeing 747-500
- Airbus A360
- Boeing 2000-HJ
- Boeing 2001-SST
- Airbus A370
- McDonnell Douglas MD-1
- Airbus A700
- Airbus A720